# バルガス (ゲーム)
『バルガス』（VULGUS）は、1984年5月にカプコンから稼働した縦スクロールシューティングゲーム。カプコン初のゲーム。全3面構成のループゲーム。
KONAMIから移籍してきたスタッフが中心となって開発され、ディレクターおよびキャラクターデザインは藤原得郎、プログラムは有馬俊夫、音楽は森安也子が担当した。

## ゲームのルール
自機を8方向レバーで操作し、ボタン1でショット、ボタン2でキャノン砲を撃って敵を倒す。キャノン砲はPOWアイテムを取るたびに1つストックが増える。この武器は、複数の敵をまとめて倒したり（一度に多く倒すと高得点）、耐久力が高い敵（中型機やバルガス）を倒すときに使う。このゲームでは、キャノン砲を上手に使うことが重要である。
昆虫をモチーフにしたと思われる中型機のデザインや、ハイポイントエリア（背景が宇宙になる。敵が弾を撃たなくなる（但し小型のみ）。中型機やフォーメーション編隊などが多く登場し､点数稼ぎのチャンスである）のアイデアは、後の『エグゼドエグゼス』に引き継がれる。また、本作の敵キャラクター「弥七」、アイテムの「佐吉」は後のカプコン製ゲームにも登場することになる。

## アイテム
『バルガス』に登場するアイテムは5種類。うち3種類は、自分自身を強化するのではなく、敵を一定時間弱体するという一風変わったものになっている（このシステムは、『1942』に引き継がれた）。
- S

敵の移動速度が下がる。
- D

敵弾が遅くなる。
- E

敵の数が減る。
- ☆（佐吉）

S、D、Eを取っていくうちに登場し、10000点ボーナス。
- POW

キャノン砲のストックが1発増える。15発までストックするとS、D、EがPOWの代わりに登場する。

## 収録作品
カプコンジェネレーション ～第3集 ここに歴史始まる～
PlayStation、セガサターン版が1998年10月15日に発売。
カプコン クラシックス コレクション
PlayStation 2版が2006年3月2日に、PlayStation Portable版が2006年9月7日に発売。
カプコンアーケードスタジアム
Nintendo Switch版が2021年2月18日に、PlayStation 4、Xbox One、PC(Steam)版が2021年5月25日に発売。